# Bibliothek der Hochschule Kehl
Die Bibliothek der Hochschule Kehl ist eine zentrale Einrichtung, die Studierende und Lehrende der Hochschule für öffentliche Verwaltung Kehl mit Literatur und Informationen versorgt und zugleich als Lern- und Arbeitsraum genutzt wird. Die Hauptaufgabe der IZ-Bibliothek besteht darin, die analoge und digitale Medien- und Informationsversorgung für alle Fakultäten der Hochschule sicherzustellen. Der Bestand orientiert sich an den Lehrgebieten der Fakultäten.

## Geschichte

### Gründung
Die Bibliothek wurde zeitgleich mit der Hochschule Kehl im Jahr 1973 eingerichtet. Ihr ursprünglicher Zweck war die Versorgung der Studierenden der öffentlichen Verwaltung mit Fachmaterialien und Literatur, die sie für ihr Studium benötigten.

### Ausbau in den 1980er-Jahren
In den 1980er-Jahren wurde der Bestand erheblich erweitert, um die Bedürfnisse der wachsenden Studierendenzahl und die Anforderungen der Lehrenden und Forschenden besser abzudecken. Themenfelder wie Rechtswissenschaften und Sozialwissenschaften rückten verstärkt in den Fokus.

## Bibliothekskataloge
Der Katalog der Hochschulbibliothek umfasst sowohl den physischen Bestand der Bibliothek – darunter gedruckte Bücher, Zeitschriften und audiovisuelle Medien – als auch von der Bibliothek lizenzierte E-Books, deren Volltexte im Campusnetz zugänglich sind. Der Katalog ist ein Online Public Access Catalogue (OPAC) mit freier und erweiterter Suche, die dem Nutzer die Recherche erleichtert.

## Bestand und Sammlung

### Bestand der Bibliothek
1. Bücher: Gedruckte Werke zu Themen wie Verwaltungswissenschaft, Recht, Betriebswirtschaft, Politikwissenschaft und weiteren Studienfächern der Hochschule. Diese sind im Online Public Access Catalog (OPAC) der Bibliothek verzeichnet.
2. Zeitschriften: Abonnement von Fachzeitschriften im Bereich der öffentlichen Verwaltung und verwandter Wissenschaften. Aktuelle und archivierte Jahrgänge sind vor Ort einsehbar.
3. Semesterapparate: Zusammenstellung der wichtigsten Bücher für den Studienstart in Semesterapparaten zur Präsenznutzung, um einen guten Überblick über die Grundlagen der verschiedenen Module des Grundstudiums zu bieten.[2]